# Pennisetum occidentale
Pennisetum occidentale är en gräsart som beskrevs av Mary Agnes Chase. Pennisetum occidentale ingår i släktet borstgräs, och familjen gräs. Inga underarter finns listade i Catalogue of Life.